# Zimowisko (hydrotechnika)

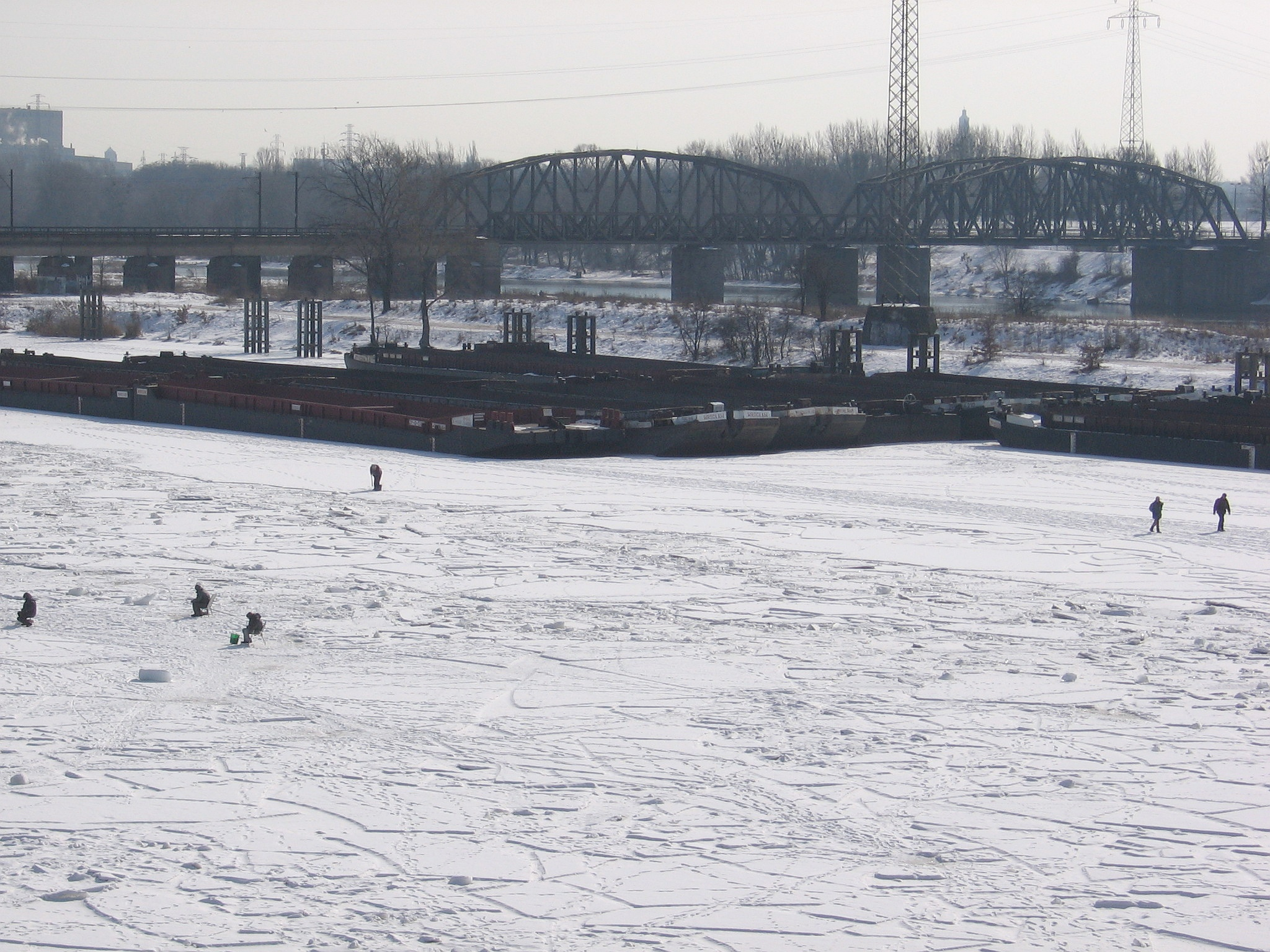
Zimowisko Osobowice I (Wrocław)

Zimowisko – rodzaj portu na śródlądowych drogach wodnych, przeznaczonego do postoju jednostek pływających w okresie zimowej przerwy nawigacyjnej. Zimowisko jest, według rozporządzenia w sprawie warunków technicznych, jakim powinny odpowiadać budowle hydrotechniczne i ich usytuowanie, budowlą hydrotechniczną. Konieczność budowy, utrzymania i eksploatacji zimowisk w polskich warunkach klimatycznych i hydrologicznych wynika z braku możliwości uprawiania żeglugi w okresie zimy (zjawiska lodowe na rzekach i kanałach) oraz konieczności zabezpieczenia jednostek pływających w okresie występowania zjawisk lodowych i wiosennych wezbrań, będących następstwem głównie roztopów.
Zimowisko może zostać wybudowane jako port o własnym oddzielnym akwatorium z wydzielonym basenem. Przykładem takiego zimowiska jest wrocławskie Zimowisko Osobowice I i II. Często jednak na zimowiska wykorzystuje się inne miejsca. Są to nieużytkowane porty lub baseny użytkowanych portów, a także posiadające odpowiednie warunki i zabezpieczenia kanały wodne i awanporty śluz żeglugowych. W Polsce zimowiska i inne miejsca postoju w okresie zimowej przerwy nawigacyjnej kontrolowane są przez właściwe terytorialnie urzędy żeglugi śródlądowej.